# Лима (Пенсилванија)
Лима (енгл. Lima) насељено је место без административног статуса у америчкој савезној држави Пенсилванија.

## Демографија
По попису из 2010. године број становника је 2.735, што је 490 (-15,2%) становника мање него 2000. године.
| Група             | 2000.         | 2010.         |
| Белци             | 3.034 (94,1%) | 2.478 (90,6%) |
| Афроамериканци    | 146 (4,5%)    | 174 (6,4%)    |
| Азијати           | 32 (1,0%)     | 41 (1,5%)     |
| Хиспаноамериканци | 10 (0,3%)     | 25 (0,9%)     |
| Укупно            | 3.225         | 2.735         |